# Lisagor
Turchsu
Lisagor (en arménien Լիսագոր) ou Turchsu (en azéri Turşsu) est une communauté rurale de la région de Chouchi, au Haut-Karabagh. Elle compte 99 habitants en 2005 et 130 personnes avec 29 fermes en 2015.

## Histoire
A partir des XIIe et XIIIe siècles, les colonies de Tsarist et Sour Water existaient.
Zarist et Lisagor font partie des colonies situées au bout des gorges de Shushi. Le village a été nommé Ttu jur en raison de la célèbre source Ttu jur située près de la colonie. 
À partir de la fin du XVIIIe siècle, les Arméniens commencèrent à quitter le village de Ttu Jur. Jusqu'à la fin du XIXe siècle, seuls les Arméniens vivaient dans la colonie.
Après avoir pris le contrôle du Caucase , la cour tsariste a tenté de créer une base dans la région.
En 1923, la commission chargée de clarifier les frontières du Haut-Karabagh a inclus le marz nouvellement créé sous le nom actuel de Lisagorsk. Depuis 1923, la colonie fait partie de la région de Chouchi. Pendant la période Soviétique, le village faisait partie du District de Shushi de l'Oblast autonome du Haut-Karabakh.
En 1994, le processus de réinstallation du village par la république du Haut-Karabagh a commencé. Plusieurs familles des colonies d'Arménie et d'Azerbaïdjan s'y sont installées. En 1996, une école a été ouverte dans le village.
À la suite de l'offensive éclair des 19 et 20 septembre 2023, la localité est investie entraînant la fuite de la totalité des habitants restants vers l'Arménie.

## Population
La population de la communauté de Lisagor est de 130 personnes, il y a 29 fermes.
Le changement de population de la colonie
| Année    | 2008 | 2009 | 2010 |
| Résident | 110  | 128  | 128  |

## Minéraux
Il existe des ressources minérales de gypse sur le territoire de la communauté.

## Économie
La population est principalement engagée dans l'agriculture et l'élevage .